# Marsaxlokk
Marsaxlokk [mɐrsɐˈʃlɔkː] ist ein Fischerdorf und eine Gemeinde auf Malta mit 3774 Einwohnern (Stand 31. Dezember 2020). Der Name setzt sich aus dem arabischen Wort Marsa für Hafen und dem maltesischen Wort Xlokk, dem Südwind, zusammen. Es befindet sich zwischen der Landzunge Delimara Point und Benghisa Point. 
Bei den Touristen ist es vor allem für seine bunt bemalten Fischerboote (Luzzus) und den täglich an der Hafenpromenade abgehaltenen Markt berühmt. In unmittelbarer Nähe dazu befindet sich auch die Pfarrkirche „Our Lady of Pompei“.

## Geschichte
Marsaxlokk diente in der Antike den Phöniziern und später den Römern als wichtiger Hafen. Im Jahre 1565 ging die türkische Flotte bei der Belagerung Maltas hier vor Anker.

## Wirtschaft
An Marsaxlokk grenzt die Gemeinde Birżebbuġa. Dort wurde 1988 der Malta Freeport (engl.: Freihafen Malta) eröffnet, der 2004 privatisiert wurde. Gemessen am TEU-Umschlag war er im Jahr 2022 mit einem Containerumschlag von 2,9 Millionen TEU der elftgrößte Containerhafen in Europa. Der Hafen wird auch Port of Marsaxlokk genannt und ist durch eine Fahrrinne mit dem Hafen von Marsaxlokk verbunden.
In Marsaxlokk befindet sich außerhalb des Dorfes Maltas neuestes Kraftwerk, das 1992 in Betrieb genommene Kraftwerk Delimara.

## Sport
Der Fußballverein FC Marsaxlokk spielte seit 2002 in der Maltese Premier League und errang in der Saison 2006/07 die Meisterschaft. Im Laufe der Saison 2009/10 wurde der Verein wegen Korruption aus der Premier League ausgeschlossen und spielt seitdem in der zweitklassigen First Division.

## Politik
Nach der Gemeindewahl 2015 werden von den fünf Sitzen des Rates vier von der  Partit Laburista und einer von der Partit Nazzjonalista (PN) eingenommen. Die Verteilung der Stimmenanteile zeigt das nebenstehende Diagramm. Die Wahlbeteiligung lag bei 76,9 % (2012: 69,8 %).

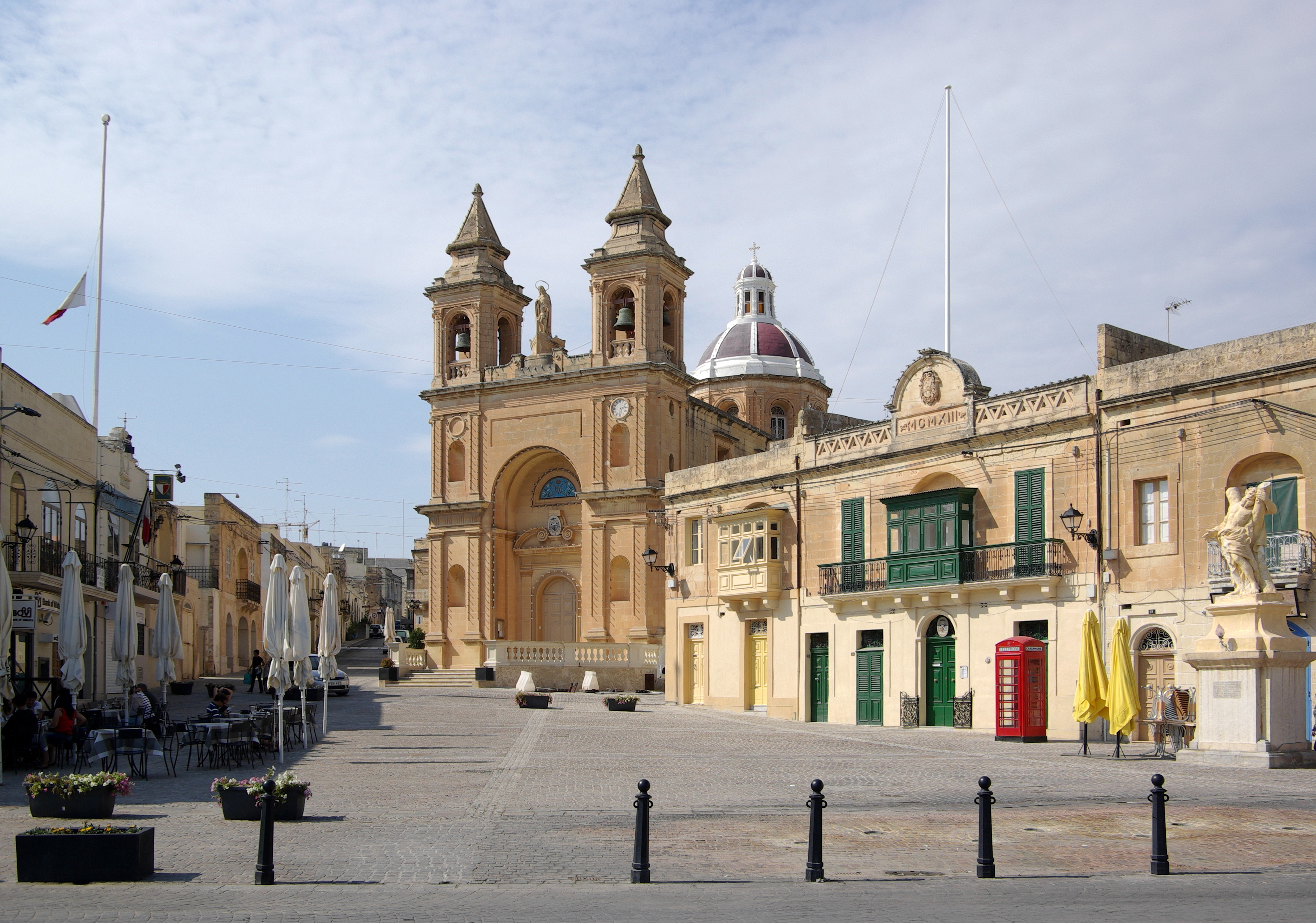
Pfarrkirche „Our Lady of Pompei“
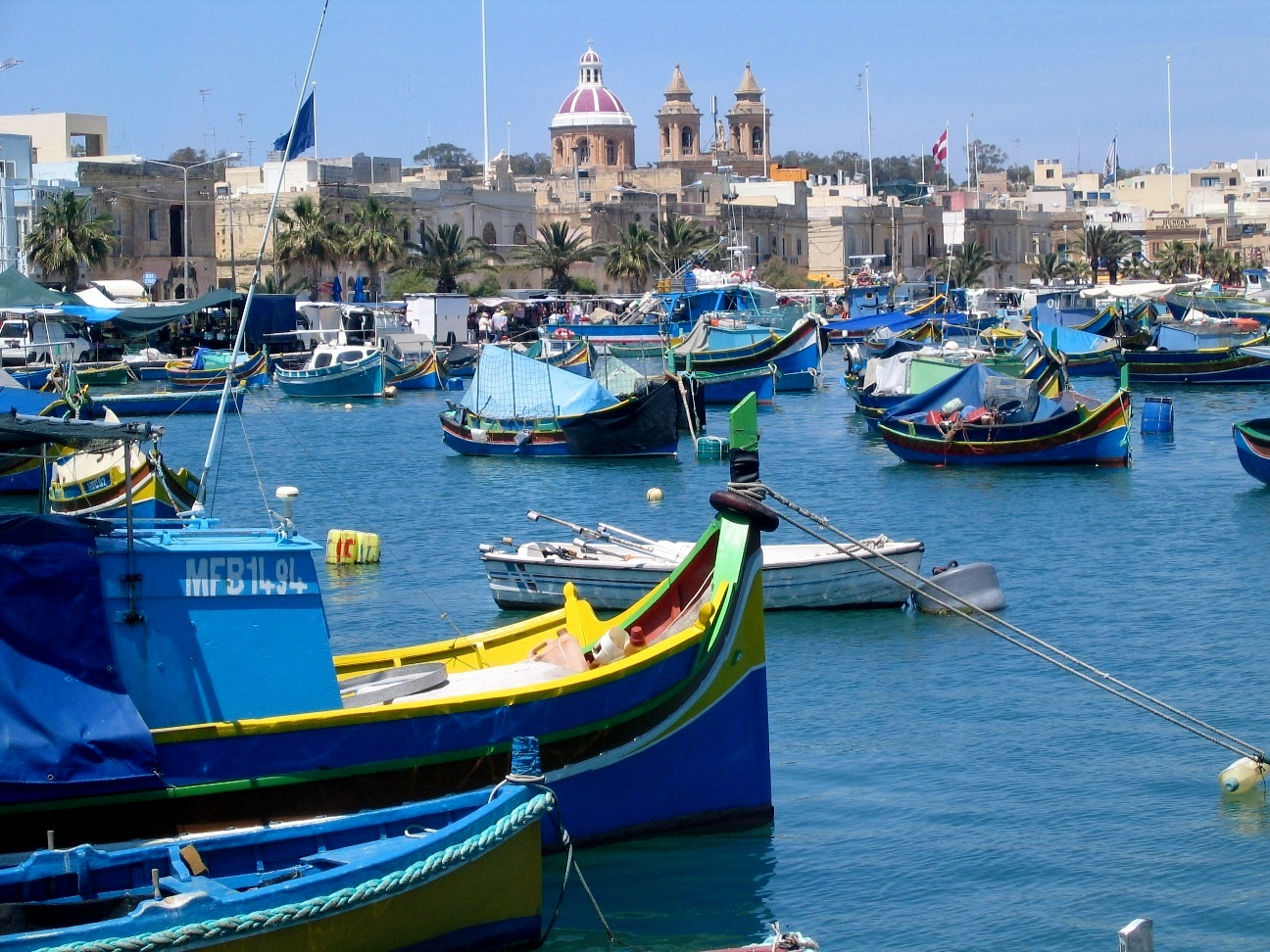
Blick über den Fischerhafen
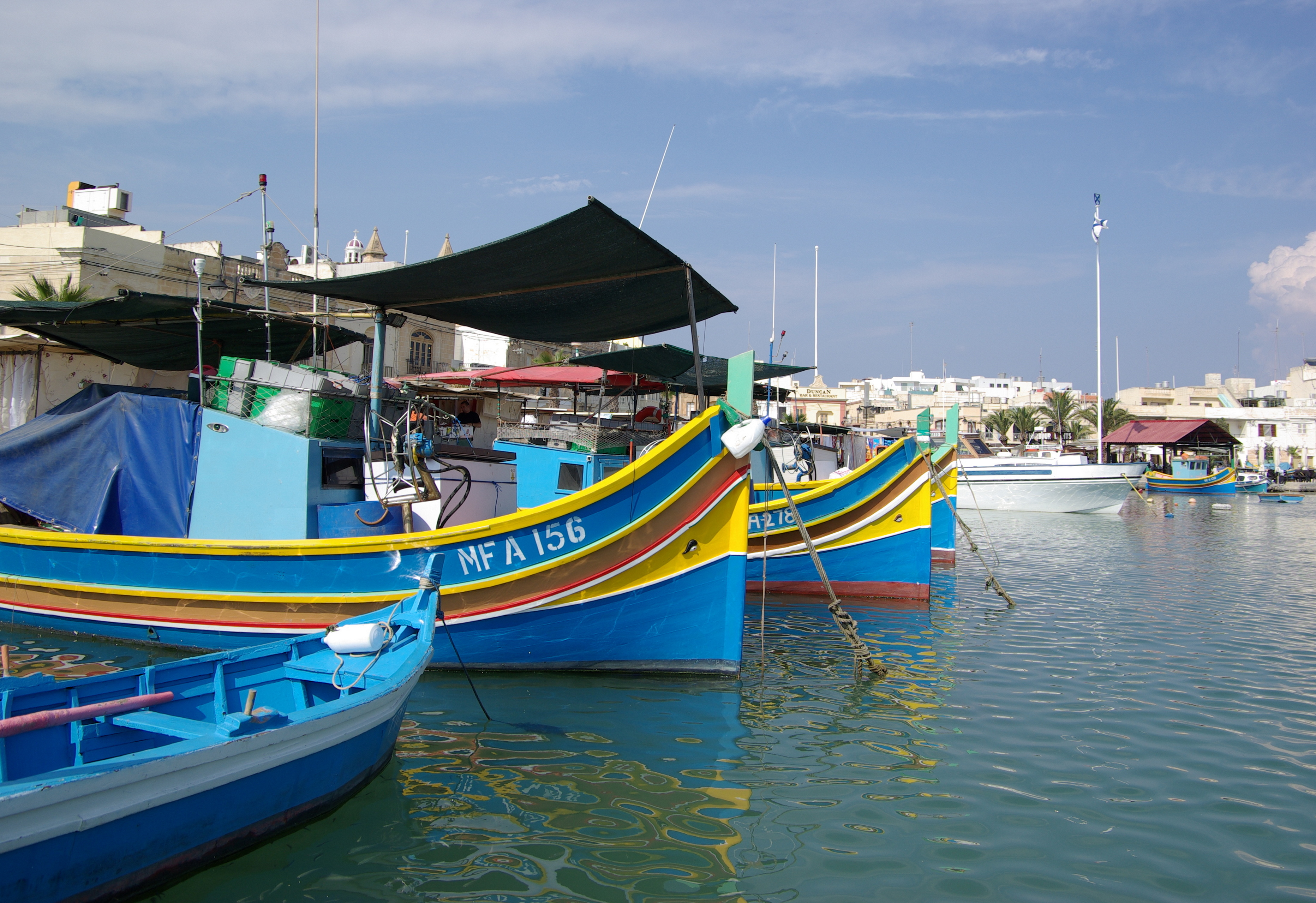
„Luzzus“ genannte Fischerboote
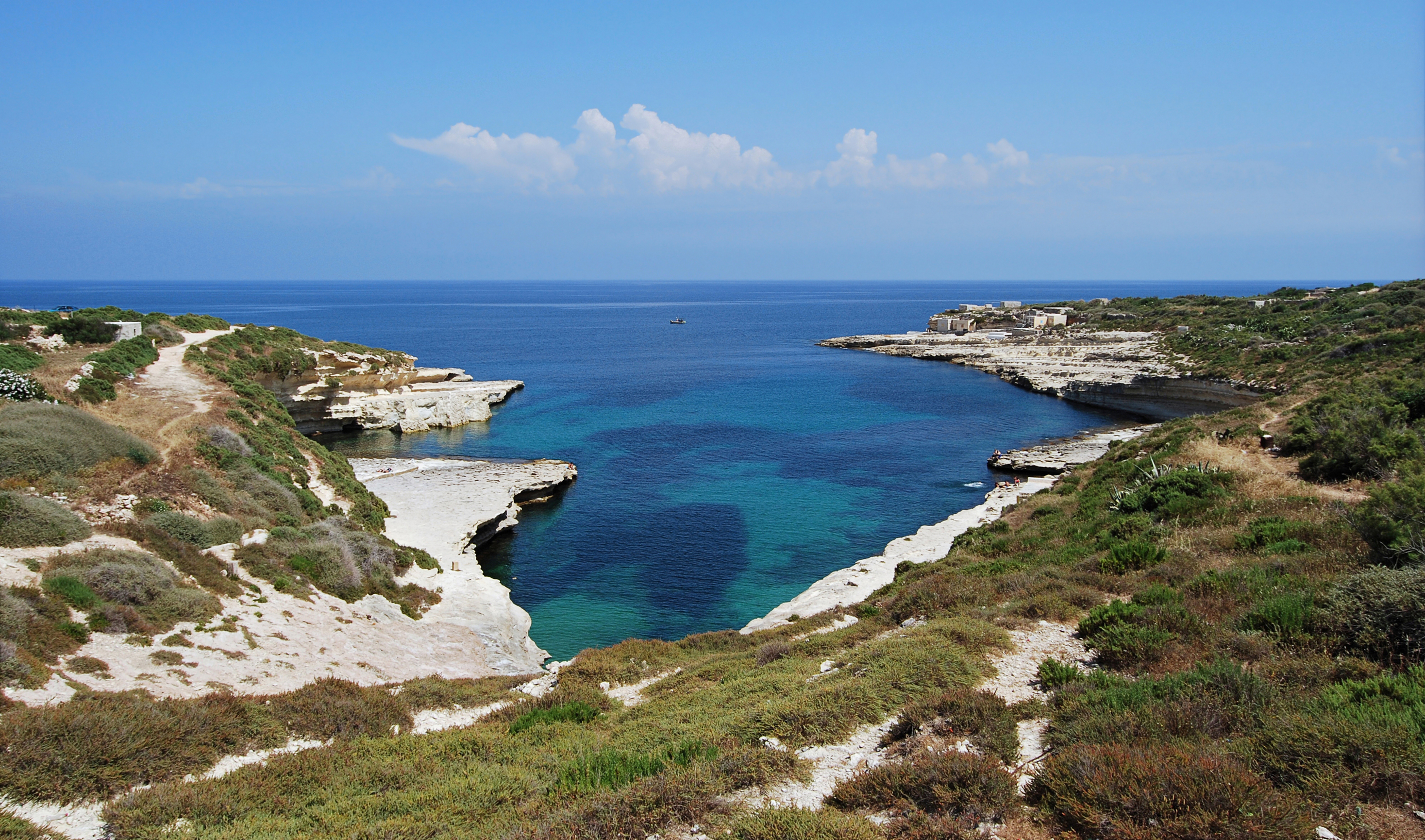
Küstenformation am Delimara Point